# Paranomus capitatus
Paranomus capitatus là một loài thực vật có hoa trong họ Quắn hoa. Loài này được Kuntze miêu tả khoa học đầu tiên năm 1891.